# Heldige tal
Indenfor talteori er heldige tal naturlige tal i et sæt, som genereres ved hjælp af en proces meget lig Eratosthenes' si. 
Talrækken fås ved følgende procedure:
- Start med at skrive de naturlige tal ned :

1, 2, 3, 4, 5, 6, 7, 8, 9, 10, 11, 12, 13, 14, ...
- Slet alle de lige tal fra listen :

1, 3, 5, 7, 9, 11, 13, ...
- Det første ulige tal større end 1 fra listen er 3; slet derfor hvert 3. element i listen :

1, 3, 7, 9, 13, 15, 19, ...
- Det første ulige tal større end 3 fra listen er 7; slet derfor hvert 7. element i listen :

1, 3, 7, 9, 13, 15, 21, 25, 31, ...
- Hvis proceduren fortsættes i det uendelige, resterer netop de heldige tal i listen.

Her er talrækken over de heldige tal mindre end 100:
- 1, 3, 7, 9, 13, 15, 21, 25, 31, 33, 37, 43, 49, 51, 63, 67, 69, 73, 75, 79, 87, 93, 99

Det var matematikeren Stanislaw Ulam (1909 – 1986) som omkring år 1955 definerede en talrække, som han kaldte for de heldige tal.
Ulam skulle efter sigende have kaldt tallene 'heldige tal' på grund af en forbindelse til en historie fortalt af historikeren Josefus.
| Matematik | Spire Denne artikel om matematik er en spire som bør udbygges. Du er velkommen til at hjælpe Wikipedia ved at udvide den. |